# لگیمات
لقمه (انگلیسی: Lokma) (به عربی: لقمة القاضي) شیرینی محبوب در یونان کشورهای عربی و ترکیه است. ساخته شده از گلوله‌های خمیر مایه خمیر شده (نان) و روغن‌پزی عمیق، خیس‌شده در شربت یا عسل، گاهی با دارچین یا مواد دیگر پوشیده شده است. این غذا در اوایل قرن سیزدهم توسط محمد بن حسن البغدادی به عنوان لقمت القادی توصیف شد (لُقْمَةُ ٱلْقَاضِیِ)، «لقمه قاضی».

## تاریخچه
دستور پخت لقمت القادی، خمیر مخمری که در روغن جوشانده شده و در عسل یا شربت شکر با گلاب ریخته می‌شود، حداقل به اوایل قرون وسطی و قرن سیزدهم میلادی برمی گردد که در چندین کتاب آشپزی موجود در آن زمان به آن اشاره شده است. همچنین در هزار و یک شب در داستان باربر و سه بانوی بغداد آمده است. ابن بطوطه کاشف و محقق قرن چهاردهم در سفری که به مولتان داشت، با غذایی که به نام لقیمة القادی آشنا شد، جایی که میزبانانش آن را الهاشمی می‌نامیدند.
این غذا توسط آشپزهای کاخ امپراتوری عثمانی پخته می‌شد و تحت تأثیر غذاهای کشورهای دیگر کشورهای سابق امپراتوری عثمانی در بالکان، خاورمیانه و قفقاز بود.

## طرز تهیه
برای تهیه خمیر از موادی همچون آرد گندم، مخمر، شکر، روغن، نشاسته ذرت و آب استفاده می‌شود. مواد را با هم مخلوط کرده و برای ساعتی استراحت می‌دهند. سپس داخل روغن داغ می‌ریزند و به رنگ قهوه‌ای طلایی سرخ می‌کنند، اما برخی از آن‌ها به شکل دونات هستند. لوکما با عسل و گاهی اوقات دارچین سرو می‌شود.

## در مناطق مختلف

### در ایران

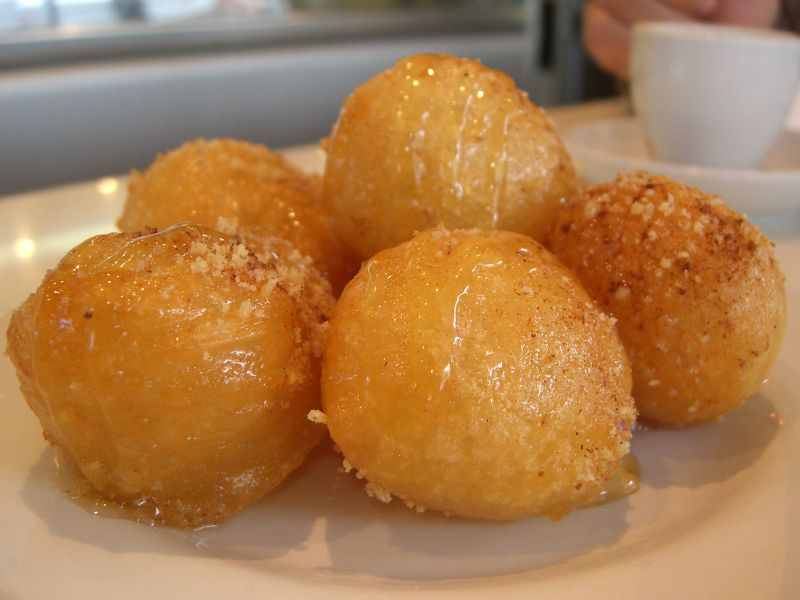

این شیرینی در بندرعباس و بوشهر لگیمات نامیده می‌شود و شباهت زیادی به بامیه (شیرینی) دارد.

### در کشورهای عربی
امروزه در عراق به آن لوکما یا لقیمات می‌گویند (جمع لقمه لیت یعنی لقمه‌های کوچک) که هم از نظر اندازه و هم از نظر طعم در سراسر کشور متفاوت است. در حالی که در کشورهای عربی خلیج فارس، لوگیمات گفته می‌شود، که گاهی با هل یا زعفران مزه دار می‌شود، نسبت به دستور العمل‌های قرن سیزدهم کمی تغییر کرده است،
این شیرینی به‌طور سنتی در مواقع اعمال مذهبی استفاده می‌شوند. به عنوان مثال توسط مسلمانان در شام در ماه رمضان، یهودیان در حنوکا و مسیحیان در خاج‌شویان استفاده می‌شود.

### در قبرس
در قبرس به این شیرینی لوکمادس می‌گویند. آنها معمولاً با ادویه دارچین در شربت عسل سرو می‌شوند و می‌توان روی آنها را به آرامی شکر قنادی پاشید.

### در یونان
این شیرینی پایه اصلی آشپزی یونانی است، به ویژه در جنوب یونان، و یک غذای خیابانی محبوب است که با هر ترکیبی از عسل، دارچین، گردو و سس شکلات سرو می‌شود.

### در ترکیه
لوکما در ترکیه انواع مختلفی دارد. دسر لوکما با آرد، شکر، مخمر و نمک درست می‌شود، در روغن سرخ می‌شود و بعد در شربت یا عسل گذاشته می‌شود. در برخی از مناطق ترکیه، لوکما را با پنیر می‌خورند، مانند بیگل صبحانه.

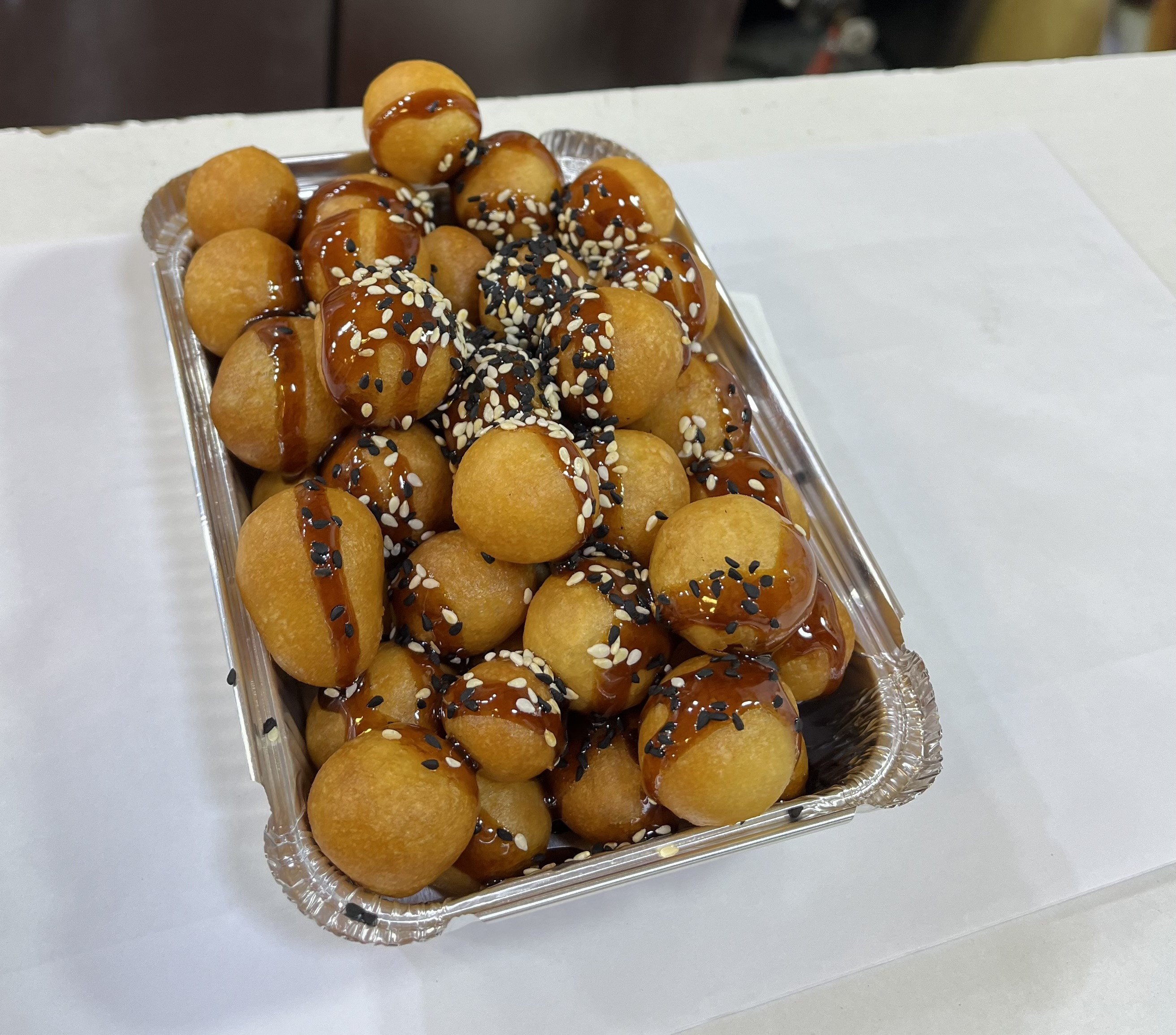
لقمه با روکش کنجدی در ریاض، عربستان سعودی فروخته می‌شود

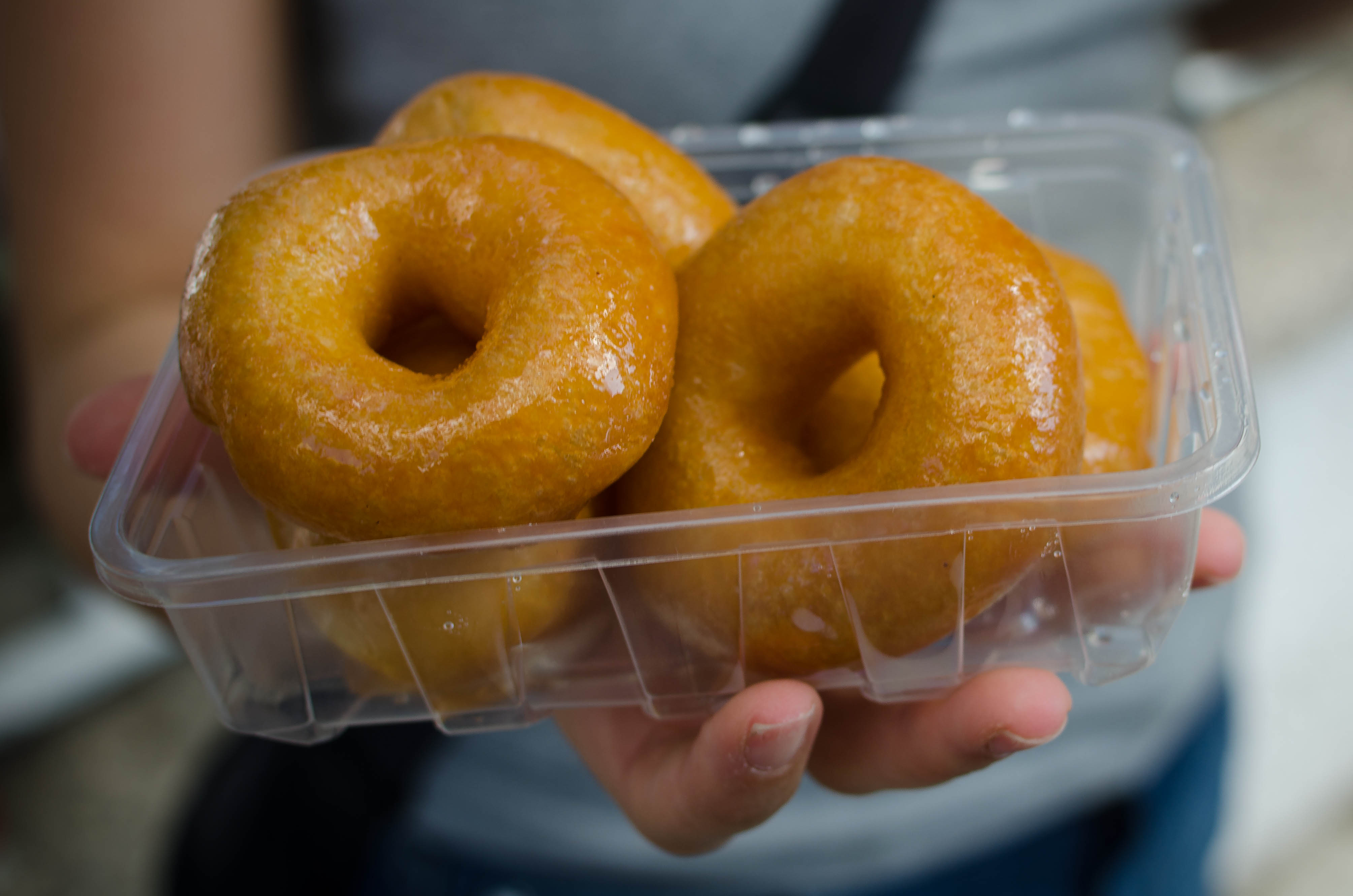
لوکما ترکی در ازمیر، ترکیه